# Canal du Danube

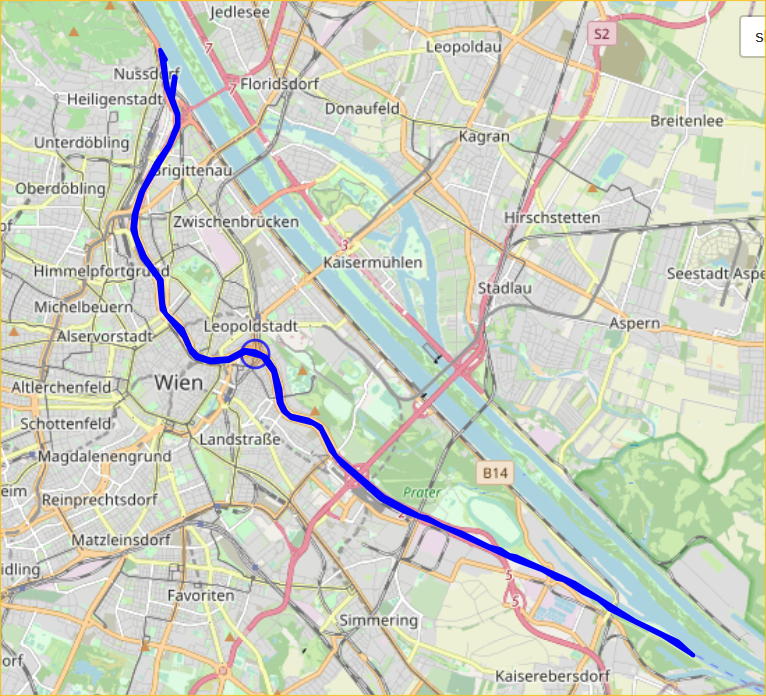
Carte du canal du Danube.

Le canal du Danube, en allemand Donaukanal, est un ancien bras du Danube qui fut aménagé dans les années 1890, avec la construction d'une série de canaux et d'écluses, pour protéger la ville de Vienne des inondations.
Ce canal double le fleuve au sud en entrant dans la vieille ville et crée ainsi une île, composée des arrondissements 2 et 20. Il ne s'agit pas d'un canal au sens strict du terme, mais bien d'un bras du Danube et qui était le cours originel du fleuve au Moyen Âge avant que les nombreuses crues ne modifient son tracé vers sa position actuelle.